# Francesco Indelli
Francesco Indelli (falecido em 1580) foi um prelado católico romano que serviu como bispo de Guardialfiera de 1575 a 1580.

## Biografia
A 14 de outubro de 1575, Francesco Indelli foi nomeado pelo Papa Gregório XIII como Bispo de Guardialfiera. Indelli serviu como Bispo de Guardialfiera até à sua morte, em 1580.